# ルーベンス・バリチェロ
ルーベンス・ゴンサウヴェス・バリチェロ（Rubens Gonçalves Barrichello, 1972年5月23日 - ）は、ブラジル・サンパウロ出身のレーシングドライバー。愛称は「小さなルーベンス」を意味するルビーニョ（Rubinho）。
F1で通算322戦に参戦。引退時点（2011年）では歴代最多記録であった（詳細は#参戦レース数についてを参照）。
F1において、当時の史上最年少でポールポジションを獲得するなど早くから実力を見せていた一方で、競争力の高い車にはなかなか恵まれなかったため、優勝は125戦目に初めて獲得しており、これは当時としては最も遅い記録であった。
名前のカタカナ表記については「フーベンス・ゴンサウヴェス・バヒケール」という表記が実際の発音に近いほか、姓について日本国内では「バリッチェロ」、「バリチェッロ」、自身のルーツであるイタリア語読みの「バリッケッロ」、「バリケッロ」といった表記も多く見られるが、本記事では日本国内で一般的な「ルーベンス・バリチェロ」の表記で統一する。

## 初期の経歴
1981年にカートを始め、1990年にヨーロッパに移るまで、強豪がしのぎを削る当時のブラジル選手権においてチャンピオンタイトル5回、ランキング2位3回、サンパウロ州選手権においてもチャンピオンタイトル5回、ランキング2位3回という圧倒的な成績を残し、早くから将来を嘱望された。
1989年にフォーミュラ・フォードのブラジル国内選手権に参戦し（年間ランキング4位）、1990年にはイギリスへと移り、同年にはフォーミュラ・オペル選手権を初年度でいきなり制した。
1991年にはイギリスF3へとステップアップ。デビッド・クルサードとの争いを制して、19歳にしてチャンピオンに輝いた。
この時点ですでにF1参戦の声がかかるようになったが、翌年は国際F3000にステップアップし、ルカ・バドエル、アンドレア・モンテルミーニに次ぐランキング3位の記録を残した。
この年のうちにジョーダン・グランプリと契約を結び、翌年のF1ステップアップを決めた。

## F1での経歴

### ジョーダン

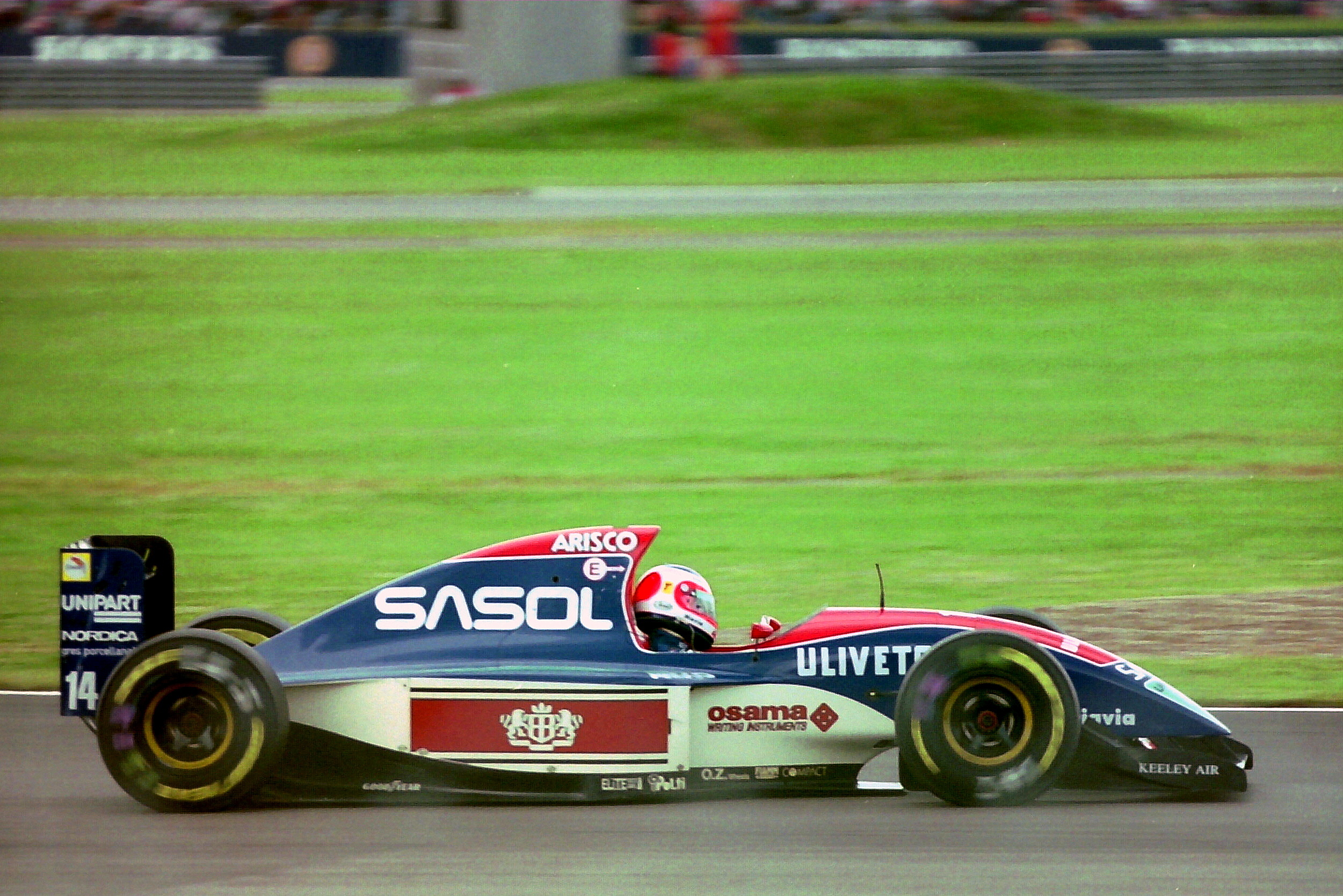
1993年イギリスGP

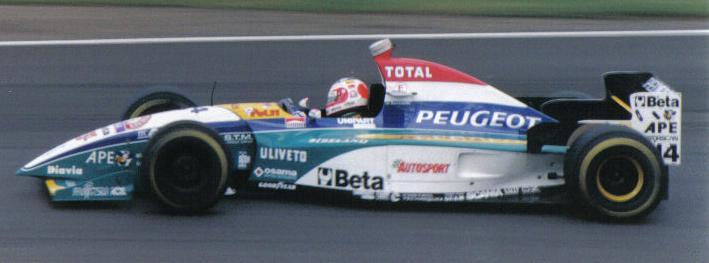
1995年イギリスGP

1993年
弱冠20歳でジョーダンからF1デビューした。マシンの戦闘力に欠け、さらに資金不足もあり次々とチームメイトが入れ替わるなどチーム体制が安定せず、ポイント獲得こそ終盤の日本GPにおける5位入賞1回のみにとどまったが、シーズン通してイヴァン・カペリ、ティエリー・ブーツェンといったベテランも含め、チームメイトたちを着実に凌駕。特に目まぐるしい天候変化の中で行われた第3戦ヨーロッパGPにおいては非力なマシンで一時2位を走行し、フランスGPでは予選8位を記録するなど、随所でその実力を見せて評価を高める。
1994年
開幕戦から入賞し、第2戦パシフィックGPで自身初の表彰台を獲得するが、次のサンマリノGPでは初日にコースアウトして縁石でジャンプし、タイヤバリアを越えて直接金網にクラッシュした。このアクシデントでバリチェロは鼻骨を骨折し同GPは欠場した。 第11戦ベルギーGPの予選では、ウェットからドライコンディションへの変化に上手く対応し、当時の最年少記録（22歳96日）かつチームおよび自身初のポールポジションを獲得した。シーズンを通じて予選ではトップ10の常連となったが、度重なるマシントラブルに見舞われたこともあり、シーズン中の完走は8回にとどまった。だが、表彰台以外にも5度の4位入賞を果たし、年間ランキングを6位で終えた。
1995年
予選ではチームメイトのエディ・アーバインよりも後方グリッドからスタートすることが多かったが、カナダGPで2位表彰台に立ったのを最上位に、ドライバーズランキングではアーバインを上回った。
1996年
地元ブラジルGPで予選2位を獲得。この年は時の自己最多となる7度の入賞を果たすが、表彰台には届かなかった。このシーズン限りでジョーダンを去り、新興チームスチュワート・グランプリへ移籍した。

### スチュワート

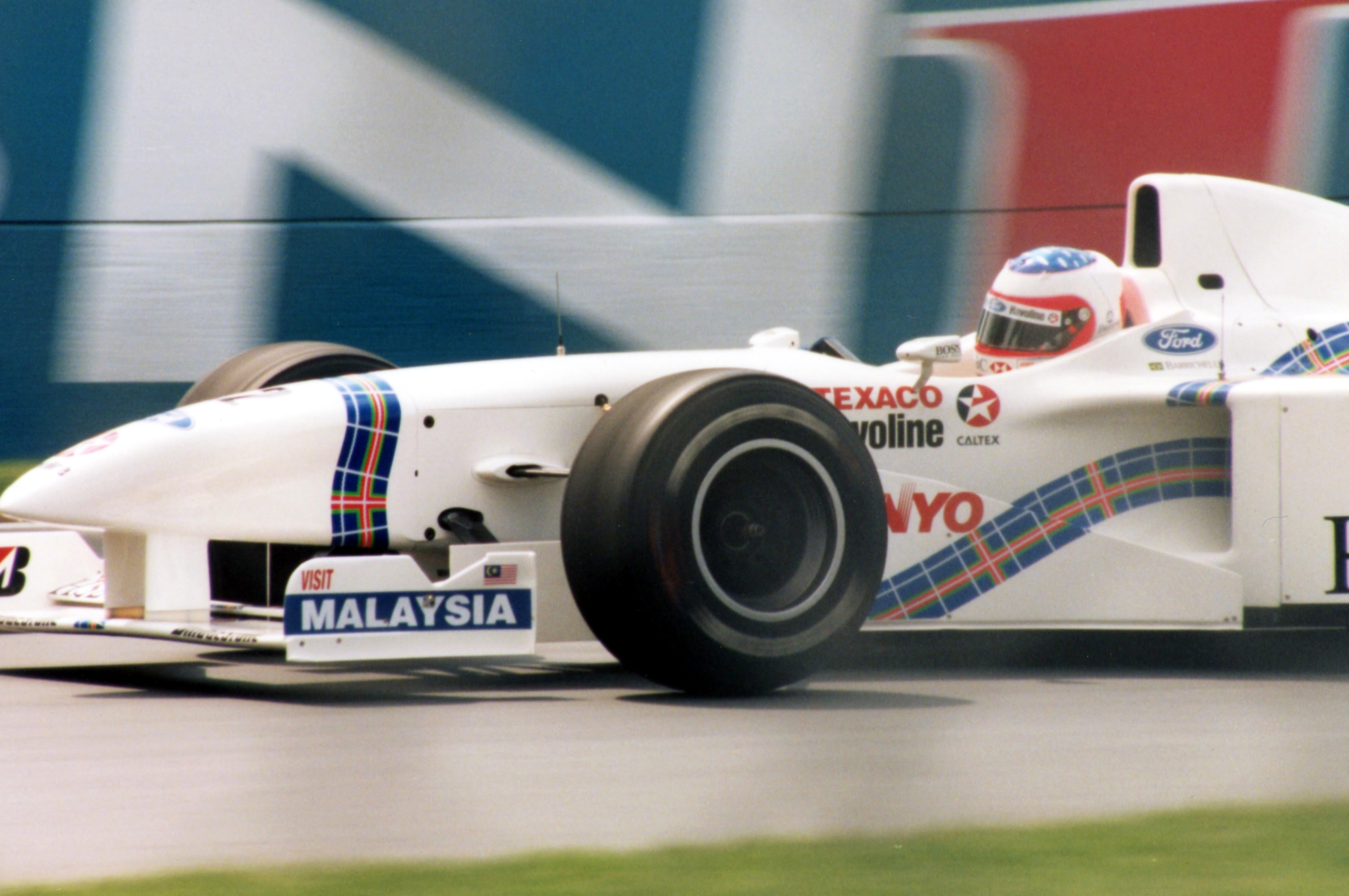
1997年カナダGP

1997年
ナンバー1ドライバーとしてスチュワートから参戦。予選では第7戦カナダGPの3位など時折トップ10に入り、マシンとしてはそれなりの速さはあった。しかし、信頼性があまりにも低く完走率で下位チームに負けるほどであり、特に自身の完走は3回のみに留まった。それでも、第5戦モナコGPで2位表彰台を獲得し、チーム唯一のポイントを獲得した。
1998年
前年よりは信頼性の面では若干改善したものの、マシン性能の低さに苦しめられ、決勝は5位入賞2回のみにとどまった。
1999年
新開発のフォードエンジンを搭載し、マシンの戦闘力が大幅に向上。シーズンを通して上位争いを繰り広げる。地元の第2戦ブラジルGPでは序盤からトップを快走し観客を熱狂させるがエンジンブローで涙をのんだ。第7戦フランスGPではチーム初、自身2度目のポールポジションを獲得。予選では16戦中14戦でシングルグリッドを記録し、決勝では3位表彰台3回を含む入賞計7回を記録し、エースとして実力を見せるも、チーム初優勝は第14戦のヨーロッパGPでジョニー・ハーバートが記録した。チームは2000年からはジャガー・レーシングとして参戦することが決定していたが、後述のとおり、自身はエディ・アーバインとのトレードでフェラーリへ移籍した。

### フェラーリ

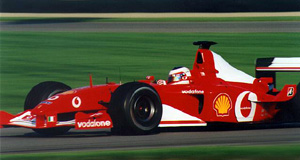
2002年アメリカGP

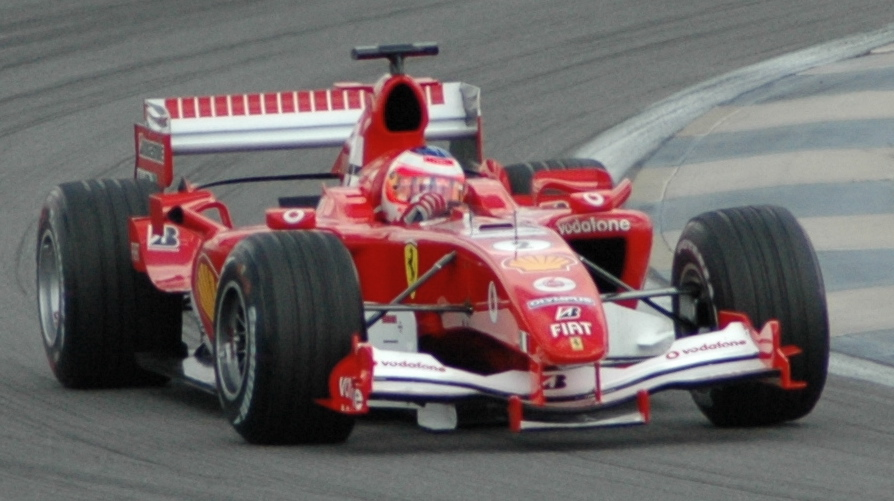
2005年アメリカGP

2000年
F1デビューから1999年までの7年間、年間ランキングではチームメイトのカペリ、ブーツェン、マルコ・アピチェラ、エマニュエル・ナスペッティ、アーバイン、アンドレア・デ・チェザリス、鈴木亜久里、マーティン・ブランドル、ヤン・マグヌッセン、ヨス・フェルスタッペン、ハーバートに対して一度も遅れを取ることは無かった。その安定感を買われ、ミハエル・シューマッハのチームメイトとしてフェラーリに加入し、ブラジル人としては初のフェラーリドライバーとなった。この際、当初バリチェロは自身の契約がシューマッハとの「ジョイント・ナンバー1」で対等なものであると主張したが、開幕直前にはその発言を改め、自身は「ナンバー1b」だと語り、実質的には「ナンバー2」であることを認める、という一幕があった。
この年からは表彰台の常連となり、同年第11戦ドイツGP、雨によりレース後半にはコースが半分フルウェット半分ドライという難しい状況となったがドライタイヤで走りきる決断を下し、2位でレインタイヤを履くハッキネンの猛烈な追い上げから逃げ切り決勝出走123戦目（参戦125戦目）にして予選18位から初優勝を飾った。表彰式ではポケットに忍ばせていたブラジル国旗を広げ、人目も憚らず男泣きする姿に惜しみない祝福が送られた。
2001年
この年は優勝できなかったものの、前年を上回る表彰台を獲得。年間ランキングもF1において自身最高位となる3位となった。ただ、この年のオーストリアGPでのバリチェロに対しシューマッハに2位を譲るチームオーダーが出された出来事が後の騒動の背景になるのであった。
2002年
この年は4勝を記録しランキング2位となった。しかしながら、第8戦のように結果的に勝てなかったレースもあったが、全体で見れば、シューマッハのサポート役に徹するレースが目立ち、決してシューマッハを抜く姿勢を見せないことから『シューマッハの飼い犬』などと揶揄されることもまた多かった。このことが顕著に現れたのがこの年の第6戦オーストリアGPである。このレースではバリチェロがポールポジションを獲得し、レースの大半をラップリーダーとなり、ファイナルラップまでバリチェロがトップだったが、チェッカーフラッグを受ける直前で2位走行中のシューマッハにトップを譲った。ただし、当時のレギュレーションではチームオーダーによる順位の入れ替え行為をすること自体は問題なかったが、結果的ではあるが同じGPで2年連続のチームオーダーとなったため、ファンからは大ブーイングが起こり、さらに表彰台でシューマッハが中央の座をバリチェロに譲った事から（こちらの行為は禁じられている）、フェラーリ、シューマッハ、バリチェロの3者に対して罰金として合計100万ドルが課された。一応、前年はタイトル争いが接戦であったため、それを言い訳にできたが、この年はシューマッハが独走態勢に入っており、バリチェロが勝っても戦局に影響を与えることはなかったこともファンの反発を招くこととなった。また、この件に関しては主催団体である国際自動車連盟（FIA）が調査に乗り出すほどであり、その後、FIAによって2003年からはチームオーダーが禁止される要因になるほどであった。ちなみに、後年のインタビューによれば、終盤で激しい無線のやり取りが行われ、キャリアを左右する内容も含まれていたとコメントしている。
このことが影響したのか、それともシューマッハが第8戦の段階でタイトル獲得に王手をかけつつあったことが原因か不明だが、第9戦ヨーロッパGP、第13戦ハンガリーGP、第14戦イタリアGPではチームオーダーは発令されず自身が優勝を飾り、それどころか第16戦アメリカGPではゴール目前でシューマッハから優勝を譲られる場面も見られた（シューマッハとしてはフィニッシュラインの位置を勘違いしただけで譲るつもりまではなかった、という説もある）。
2003年
この年はパルクフェルメルールの導入といったレギュレーションの変更、ミシュランタイヤを履くライバルの躍進に加え、チームのマシン開発も攻めすぎたがゆえに扱いにくいマシンとなり、シューマッハと共に苦戦したシーズンとなった。一方でバリチェロにとっては自身の挙げた2勝がタイトル争いを左右する結果となり、フェラーリ時代の中では最もタイトル争いに貢献したシーズンでもあった。
2004年
この年はシューマッハが開幕戦から5戦連続優勝という圧倒的な強さを見せ、タイトル争いも彼が独走。それでも、自身は2勝を含めた計14回の表彰台を獲得し、自己最多のポイントを獲得。だが、シューマッハの成績の前ではバリチェロの成績はかすんでしまった面もあった。
2005年
今までフェラーリの忠実なセカンドドライバーを務めてきたが、第8戦モナコGPでファイナルラップのシケインでシューマッハに強引な追い抜きを仕掛けられたことをきっかけに、これからは対等に勝負をすると宣言。ただ、この年のフェラーリは不調であり、シューマッハもタイトル争いどころではなかったうえ、自身は表彰台どころか入賞すら苦戦する状況であった。第9戦アメリカGPではミシュランタイヤの問題の為、実質フェラーリ同士でのタイマンとなり、初めてシューマッハとやりあうシーンが見られ、このGP後に移籍を決意することとなった。ただ、2人の関係はシューマッハのかつてのチームメイトと異なり、2006年以降も良好な関係が続いており、シューマッハの引退レースとなった2006年ブラジルグランプリでは、オーバーテイクされる際に感謝の意をこめてたやり取りも見られた。同年の8月には翌年からB・A・R（同年末にホンダによって買収されホンダF1となる）へと移籍することを発表した。
2000年から2005年までの6年で、ミハエル・シューマッハと共に築いた1-2フィニッシュの回数は24回に及び、これはルイス・ハミルトンとニコ・ロズベルグの組み合わせ（31回）に次ぐF1史上2番目の組み合わせとなっている。

### ホンダ

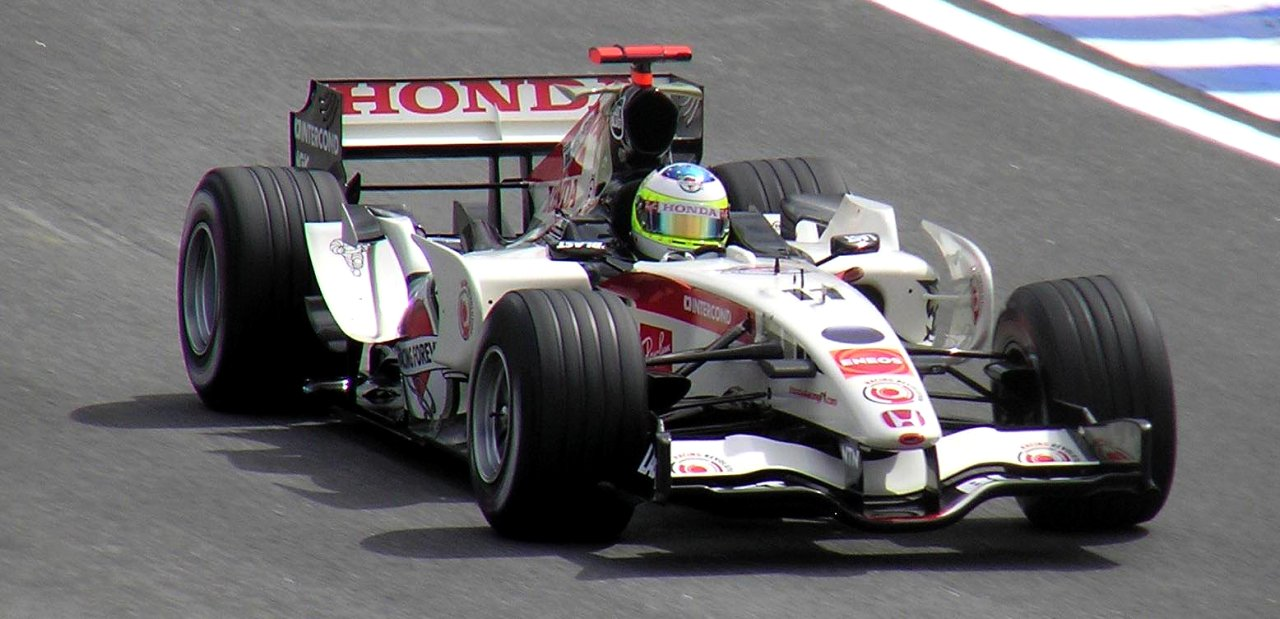
2006年ブラジルGP

2006年
開幕当初は車に適応するのに苦労し、チームメイトのジェンソン・バトンに大きく引き離される形となったが、車体と自身のドライビングスタイルがマッチしていくに従い調子を上げ、中盤に入ってバトンがスランプとなったことにも助けられ第10戦アメリカGPではポイントで並ぶことに成功した。最終的にはバトンが第13戦での自身初勝利も含めた表彰台3回獲得に加え、入賞としては第12戦から7戦連続入賞も含め計11回を記録し、獲得ポイントこそ大きく離されることとなったが、バリチェロ個人としては4戦連続入賞も含め計10回入賞するというまずまずの結果で終えた。
2007年
前年にフェラーリ時代のチームメートだったミハエル・シューマッハが引退したため、現役で唯一のアイルトン・セナと同じレースを戦った経験があるF1ドライバーとなり、フジテレビのF1グランプリ中継では「セナ世代最後の男」と呼ばれた。ところがホンダRA107のパフォーマンスは最悪といっていいほどで、バトン共々苦労を強いられた。未入賞ながらも予選・決勝共にバトンを上回ることが多く、内容ではバトンに対して決して見劣りはしなかったものの、バトンがなんとか3回の入賞を拾ったのとは対照的に、バリチェロは荒れたカナダGPや日本GPで上位を走る姿を見せるも、いずれもチームのピット戦略の稚拙さに何度も泣かされる格好で尽く入賞のチャンスを逃し、結局この年は1ポイントも獲得する事ができず、自身初の年間ノーポイントとなった。この年の不振から、シーズン末にはスーパーアグリに移籍話や引退してインディカーに転身する等の情報も流れたが、2008年もホンダのドライバーとして残留した。
2008年
開幕戦を6位で完走し、久々の入賞を果たしたかに思われたが、ピットレーン信号無視による失格の裁定を受けた。その後、F1グランプリ通算257戦目となった第5戦トルコGPではリカルド・パトレーゼの記録を15年ぶりに塗り替え、歴代最多出走記録を樹立した。なおこの記録に関しては、1998年第13戦ベルギーGPなど決勝出走していないレースもいくつかあるため雑誌やメディアによって基準の判断が異なり、広く論じられていたが、バリチェロ本人とチームはこのトルコGPで記録更新のお祝いをしており、そのことからも唯一予選落ちした1994年第3戦サンマリノGPを除き、予選を通過して決勝に進出した全てのレースを出走とカウントするのが通説となった。その次のモナコGPでは、序盤雨の荒れたレースを乗り越え、6位入賞を果たし、2006年最終戦ブラジルGP以来のポイントを獲得した。また、次戦のカナダGPでも7位でフィニッシュ。連続入賞を果たした。その後の第9戦イギリスGPでは雨のレースの中、タイヤ戦略が功を奏し3位表彰台獲得。2005年アメリカグランプリ以来3年ぶりに表彰台の上に立った。

### ブラウン

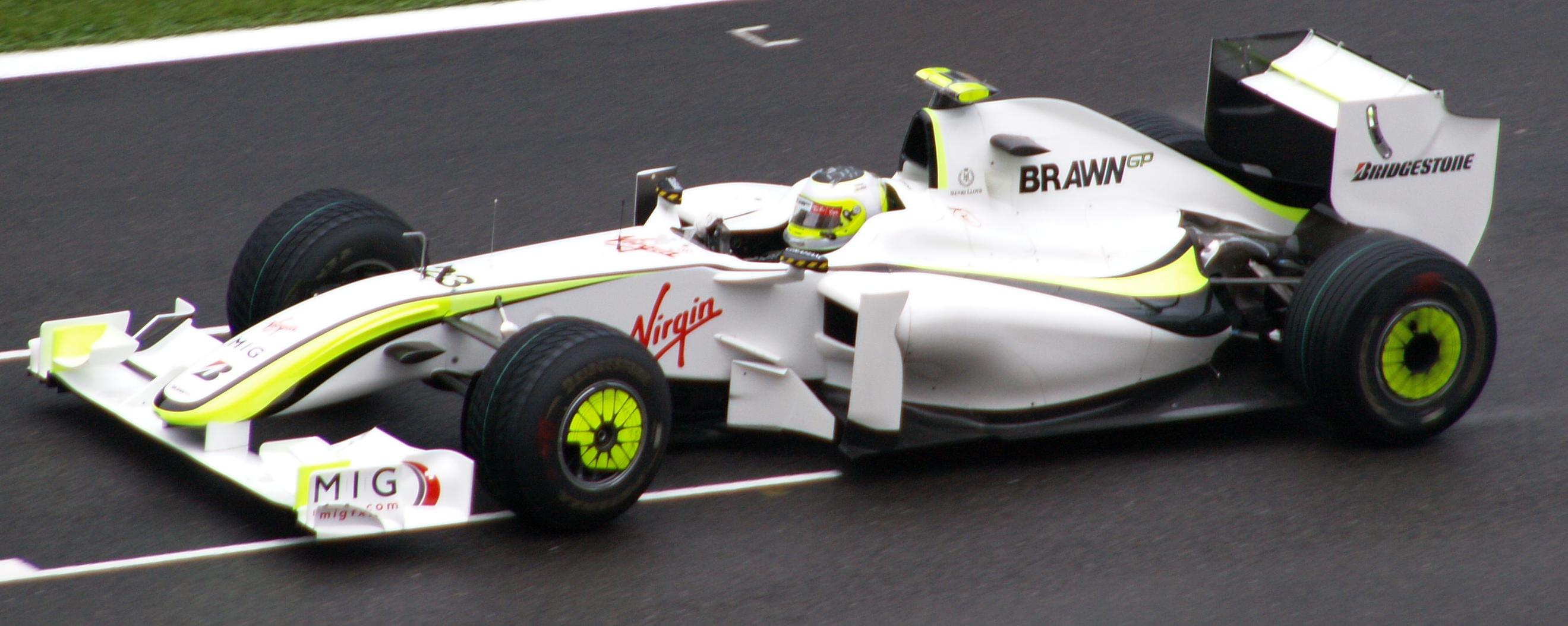
2009年ベルギーGP

2009年
2009年はホンダとの契約が終了し、かつホンダではアイルトン・セナの甥ブルーノの起用が有力視される中で移籍先も無く引退すると思われていた。
しかし、2008年12月にホンダが撤退を発表・2009年3月にホンダの株式を100％買い取ったロス・ブラウン率いる新チームブラウンGPはバリチェロにオファーを打診し、ブラウンGPから参戦した。開幕戦では予選2位を獲得するが、決勝スタートでアンチストール装置が誤動作し大きく順位を下げるも、終盤に前を走るロバート・クビサとセバスチャン・ベッテルが接触リタイヤした事もあり、バリチェロは2位に入り優勝した僚友バトンと新チームに最高の結果をもたらした。第5戦スペインGPではチーム側が、バトンが渋滞に入るのを回避する為にバトンを2ストップ作戦へ変更・結果的にトップにいたバリチェロを逆転して優勝。バリチェロは「バトンの作戦変更を聞いて驚いた」と発言、マスコミからチームオーダー発動かと書きたてられる（ロス・ブラウンは即座に否定）。第9戦ドイツGPでトップ走行中、チームがピット作業ミスでタイムロスを起こしてしまい、バリチェロが「チームが勝利を奪った、チームの誰とも話したくない」と激怒。第10戦ハンガリーGPで予選で自身のマシンからサードダンパーのスプリングが外れフェリペ・マッサのヘルメットを直撃し頭部を負傷を招き、決勝では10位に終わり不調が続いた。しかし第11戦ヨーロッパGPでは、2004年中国GP以来の優勝を飾った。第13戦イタリアGPではバトンと1・2フィニッシュで2勝目。トルコGP・ハンガリーGP以外の全戦でポイントを獲得し、ランキング3位となった。シーズン前半は7戦で6勝したバトンと比べ不調だったが、ブレーキ素材をイギリスGPで従来品からバトンと一緒のメーカーに変更するとフィーリングが良くなり後半の復調に繋がった。元々、ブラウンのオファーを受けて参戦したものの、開幕当初は序盤4戦のみの契約で、それ以降は状況次第という不安定な環境であったうえ、シーズン前のテストに参加はしていたものの、バトン中心のテストであったため、マシンの習熟に差が出ることとなった。こうしたことが前2年のバトンとの力関係からすると、大きすぎる差を生むことにつながった。

### ウィリアムズ

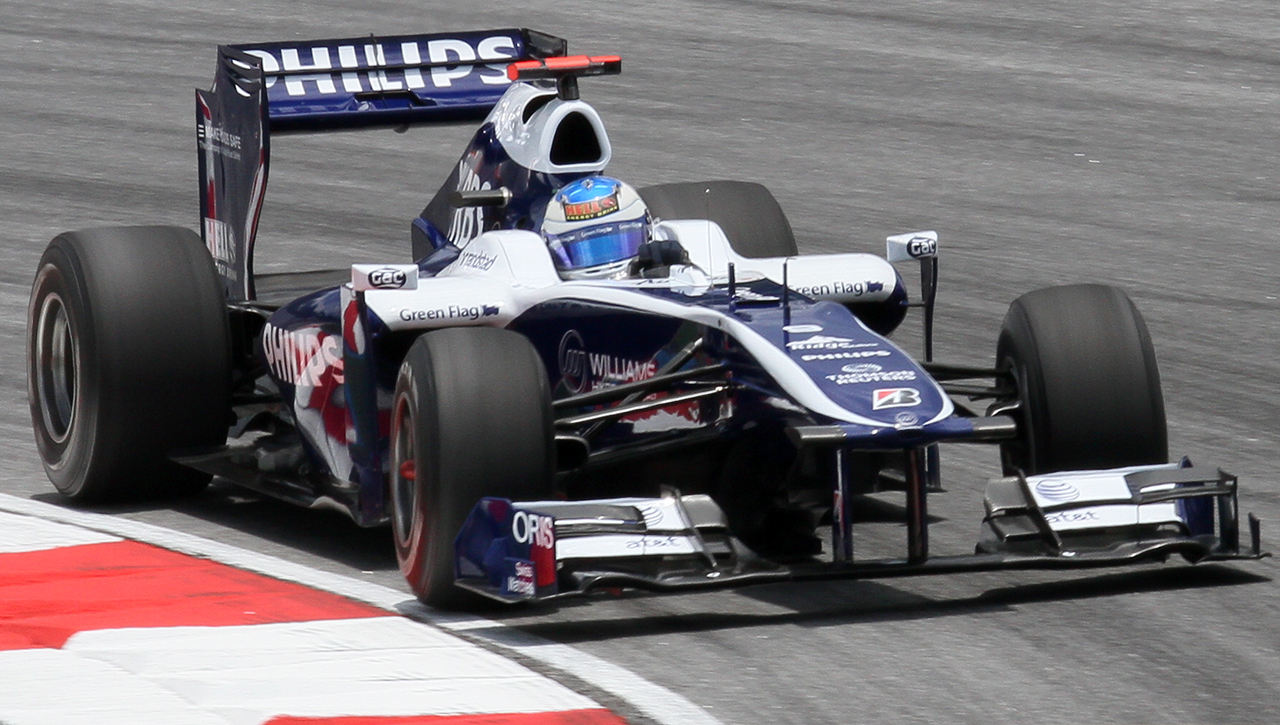
2010年マレーシアGP

2010年
アブダビGPの翌日の2009年11月2日、ウィリアムズへ移籍することを発表した。
2010年のベルギーグランプリで、F1ドライバーとして初となる通算300戦参戦を達成したとされ、同グランプリで関係者から祝福を受けた。また同グランプリで行われたグランプリ・ドライバーズ・アソシエーション（GPDA）の会合において、前任者のニック・ハイドフェルドの辞任に伴い、GPDAの会長に就任した。
前年のブラウンGPとは違いナンバー1待遇を受けることができたせいか、開幕戦よりマシンのポテンシャルを存分に引き出すパフォーマンスをみせたものの、マシンの完成度については、全くの新型ではなく去年のFW31の進化型にすべきだったとバリチェロ本人が言及する程度の出来だった。しかし、ブロウンディフューザーが投入されたヨーロッパGPではシーズン最高位の4位入賞を果たす素晴らしい活躍を見せ、以降もマシンに新パーツが追加されていき、シーズン前半に比べより多くのQ3進出や入賞を果たしていった。この事がチーム代表のフランク・ウィリアムズをして｢ルーベンスがいなかったら、どうにもならなかっただろう｣と言わしめることにつながった。2010年11月15日、来季もウィリアムズに残留することが発表された。
2011年
カート時代からの自身のラッキーナンバーであるカーナンバー11をつけての出走となった。カーナンバー11は、2006年に在籍したホンダ以来5年振り。しかし成績はふるわず最高は9位2回・4ポイントに留まる。チームは持参金を持ち込んだブルーノ・セナと契約し、2012年のウィリアムズのシートを喪失。F1ドライバーの引退が事実上決定した。

## F1引退後のキャリア

### インディカ―
2012年1月からインディカーのテストに参加、3月に親友のトニー・カナーンも所属するKVレーシング・テクノロジーからフル参戦することが決定した。インディカーデビューとなるセントピーターズバーグは燃料管理に苦しみ17位で終える。しかしアラバマ(8位),ロングビーチ(9位),サンパウロ(10位)とトップ10フィニッシュを重ね、インディ500前のポイントランキングでチームトップの11位についた。自身初のオーバルでのレース、インディ500では予選10位からルーキードライバー最上位の11位でフィニッシュし、ルーキー・オブ・ザ・イヤーを獲得した。

### 南米ツーリングカー

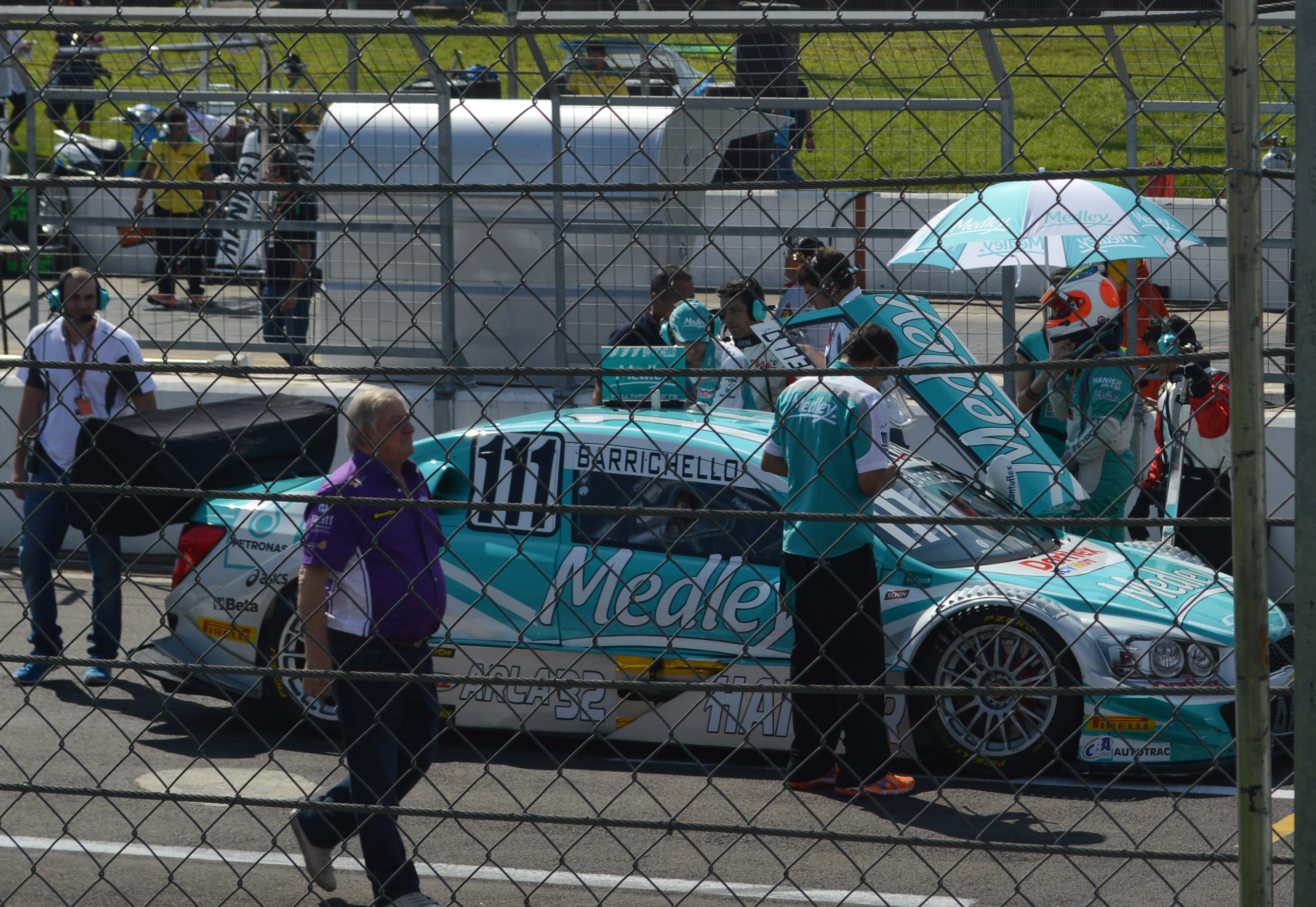
シボレー・ソニック（バリチェロ車、2014年）

2012年の終盤からストックカー・ブラジルにプジョー・407を駆って登場し、翌2013年からシボレー・ソニックでフル参戦を開始。2014年には、自身にとって1991年英国F3以来のシリーズタイトルを獲得している。以降もシボレーを乗り継いだが、チャンピオンは現在この一度のみとなっている。
2020年からは新規参入となるTOYOTA GAZOO Racing Brazil陣営に移籍。さらに隣国アルゼンチンのスーパーTC2000にもTOYOTA GAZOO Racing Argentinaで掛け持ち参戦するため、後輪駆動と前輪駆動のトヨタ・カローラを同時にドライブすることとなった。

## レース戦績

### イギリス・フォーミュラ3選手権
| 年     | チーム                     | エンジン | クラス | 1       | 2     | 3       | 4     | 5     | 6     | 7     | 8     | 9     | 10      | 11    | 12    | 13    | 14    | 15    | 16    | 順位 | ポイント |
| ------ | -------------------------- | -------- | ------ | ------- | ----- | ------- | ----- | ----- | ----- | ----- | ----- | ----- | ------- | ----- | ----- | ----- | ----- | ----- | ----- | ---- | -------- |
| 1991年 | ウェストサリー・レーシング | 無限     | A      | SIL Ret | THR 1 | DON Ret | BRH 3 | BRH 4 | THR 2 | SIL 2 | DON 1 | SIL 5 | SIL Ret | SNE 4 | SIL 5 | BRH 3 | DON 1 | SIL 1 | THR 5 | 1位  | 74       |

- 太字はポールポジション、斜字はファステストラップ。(key)

### 国際F3000選手権
| 年     | チーム                           | 1     | 2     | 3     | 4       | 5     | 6     | 7     | 8     | 9     | 10    | 順位 | ポイント |
| ------ | -------------------------------- | ----- | ----- | ----- | ------- | ----- | ----- | ----- | ----- | ----- | ----- | ---- | -------- |
| 1992年 | ポール・スチュアート・レーシング | SIL 2 | PAU 3 | CAT 2 | PER Ret | HOC 6 | NÜR 3 | SPA 5 | ALB 6 | NOG 6 | MAG 5 | 3位  | 27       |

- 太字はポールポジション、斜字はファステストラップ。(key)

### F1
| 年     | 所属チーム   | 車番 | ランキング | 獲得ポイント | 決勝最高位・回数 | 表彰台回数 | 予選最高位・回数 | FL記録回数 |
| ------ | ------------ | ---- | ---------- | ------------ | ---------------- | ---------- | ---------------- | ---------- |
| 1993年 | ジョーダン   | 14   | 17位       | 2            | 5位・1回         | 0回        | 8位・1回         | 0回        |
| 1994年 | ジョーダン   | 14   | 6位        | 19           | 3位・1回         | 1回        | 1位・1回         | 0回        |
| 1995年 | ジョーダン   | 14   | 11位       | 11           | 2位・1回         | 1回        | 5位・1回         | 0回        |
| 1996年 | ジョーダン   | 11   | 8位        | 14           | 4位・2回         | 0回        | 2位・1回         | 0回        |
| 1997年 | スチュワート | 22   | 13位       | 6            | 2位・1回         | 1回        | 3位・1回         | 0回        |
| 1998年 | スチュワート | 18   | 12位       | 4            | 5位・2回         | 0回        | 5位・1回         | 0回        |
| 1999年 | スチュワート | 16   | 7位        | 21           | 3位・3回         | 3回        | 1位・1回         | 0回        |
| 2000年 | フェラーリ   | 4    | 4位        | 62           | 1位・1回         | 9回        | 1位・1回         | 3回        |
| 2001年 | フェラーリ   | 2    | 3位        | 59           | 2位・5回         | 10回       | 2位・3回         | 0回        |
| 2002年 | フェラーリ   | 2    | 2位        | 77           | 1位・4回         | 10回       | 1位・3回         | 5回        |
| 2003年 | フェラーリ   | 2    | 4位        | 65           | 1位・2回         | 8回        | 1位・3回         | 3回        |
| 2004年 | フェラーリ   | 2    | 2位        | 114          | 1位・2回         | 14回       | 1位・4回         | 4回        |
| 2005年 | フェラーリ   | 2    | 8位        | 38           | 2位・2回         | 4回        | 6位・2回         | 0回        |
| 2006年 | ホンダ       | 11   | 7位        | 30           | 4位・2回         | 0回        | 3位・1回         | 0回        |
| 2007年 | ホンダ       | 8    | 20位       | 0            | 9位・1回         | 0回        | 9位・1回         | 0回        |
| 2008年 | ホンダ       | 17   | 14位       | 11           | 3位・1回         | 1回        | 9位・1回         | 0回        |
| 2009年 | ブラウン     | 23   | 3位        | 77           | 1位・2回         | 6回        | 1位・1回         | 2回        |
| 2010年 | ウィリアムズ | 9    | 10位       | 47           | 4位・1回         | 0回        | 6位・2回         | 0回        |
| 2011年 | ウィリアムズ | 11   | 17位       | 4            | 9位・2回         | 0回        | 11位・1回        | 0回        |

| 年     | チーム       | シャーシ | 1       | 2       | 3       | 4       | 5       | 6       | 7       | 8       | 9       | 10      | 11      | 12      | 13      | 14      | 15      | 16      | 17      | 18     | 19     | WDC  | ポイント |
| ------ | ------------ | -------- | ------- | ------- | ------- | ------- | ------- | ------- | ------- | ------- | ------- | ------- | ------- | ------- | ------- | ------- | ------- | ------- | ------- | ------ | ------ | ---- | -------- |
| 1993年 | ジョーダン   | 193      | RSA Ret | BRA Ret | EUR 10† | SMR Ret | ESP 12  | MON 9   | CAN Ret | FRA 7   | GBR 10  | GER Ret | HUN Ret | BEL Ret | ITA Ret | POR 13  | JPN 5   | AUS Ret |         |        |        | 18位 | 2        |
| 1994年 | ジョーダン   | 194      | BRA 4   | PAC 3   | SMR DSQ | MON Ret | ESP Ret | CAN 7   | FRA Ret | GBR 4   | GER Ret | HUN Ret | BEL Ret | ITA 4   | POR 4   | EUR 13  | JPN Ret | AUS 4   |         |        |        | 6位  | 19       |
| 1995年 | ジョーダン   | 195      | BRA Ret | ARG Ret | SMR Ret | ESP 7   | MON Ret | CAN 2   | FRA 6   | GBR 11† | GER Ret | HUN 7   | BEL 6   | ITA Ret | POR 11  | EUR 4   | PAC Ret | JPN Ret | AUS Ret |        |        | 11位 | 11       |
| 1996年 | ジョーダン   | 196      | AUS Ret | BRA Ret | ARG 4   | EUR 5   | SMR 5   | MON Ret | ESP Ret | CAN Ret | FRA 9   | GBR 4   | GER 6   | HUN 6   | BEL Ret | ITA 5   | POR Ret | JPN 9   |         |        |        | 8位  | 14       |
| 1997年 | スチュワート | SF-1     | AUS Ret | BRA Ret | ARG Ret | SMR Ret | MON 2   | ESP Ret | CAN Ret | FRA Ret | GBR Ret | GER Ret | HUN Ret | BEL Ret | ITA 13  | AUT 14† | LUX Ret | JPN Ret | EUR Ret |        |        | 13位 | 6        |
| 1998年 | スチュワート | SF-2     | AUS Ret | BRA Ret | ARG 10  | SMR Ret | ESP 5   | MON Ret | CAN 5   | FRA 10  | GBR Ret | AUT Ret | GER Ret | HUN Ret | BEL DNS | ITA 10  | LUX 11  | JPN Ret |         |        |        | 12位 | 4        |
| 1999年 | スチュワート | SF-3     | AUS 5   | BRA Ret | SMR 3   | MON 9†  | ESP DSQ | CAN Ret | FRA 3   | GBR 8   | AUT Ret | GER Ret | HUN 5   | BEL 10  | ITA 4   | EUR 3   | MAL 5   | JPN 8   |         |        |        | 7位  | 21       |
| 2000年 | フェラーリ   | F1-2000  | AUS 2   | BRA Ret | SMR 4   | GBR Ret | ESP 3   | EUR 4   | MON 2   | CAN 2   | FRA 3   | AUT 3   | GER 1   | HUN 4   | BEL Ret | ITA Ret | USA 2   | JPN 4   | MAL 3   |        |        | 4位  | 62       |
| 2001年 | フェラーリ   | F2001    | AUS 3   | MAL 2   | BRA Ret | SMR 3   | ESP Ret | AUT 3   | MON 2   | CAN Ret | EUR 5   | FRA 3   | GBR 3   | GER 2   | HUN 2   | BEL 5   | ITA 2   | USA 15† | JPN 5   |        |        | 3位  | 56       |
| 2002年 | フェラーリ   | F2001B   | AUS Ret | MAL Ret | BRA Ret |         |         |         |         |         |         |         |         |         |         |         |         |         |         |        |        | 2位  | 77       |
| 2002年 | フェラーリ   | F2002    |         |         |         | SMR 2   | ESP DNS | AUT 2   | MON 7   | CAN 3   | EUR 1   | GBR 2   | FRA DNS | GER 4   | HUN 1   | BEL 2   | ITA 1   | USA 1   | JPN 2   |        |        | 2位  | 77       |
| 2003年 | フェラーリ   | F2002B   | AUS Ret | MAL 2   | BRA Ret | SMR 3   |         |         |         |         |         |         |         |         |         |         |         |         |         |        |        | 4位  | 65       |
| 2003年 | フェラーリ   | F2003-GA |         |         |         |         | ESP 3   | AUT 3   | MON 8   | CAN 5   | EUR 3   | FRA 7   | GBR 1   | GER Ret | HUN Ret | ITA 3   | USA Ret | JPN 1   |         |        |        | 4位  | 65       |
| 2004年 | フェラーリ   | F2004    | AUS 2   | MAL 4   | BHR 2   | SMR 6   | ESP 2   | MON 3   | EUR 2   | CAN 2   | USA 2   | FRA 3   | GBR 3   | GER 12  | HUN 2   | BEL 3   | ITA 1   | CHN 1   | JPN Ret | BRA 3  |        | 2位  | 114      |
| 2005年 | フェラーリ   | F2004M   | AUS 2   | MAL Ret |         |         |         |         |         |         |         |         |         |         |         |         |         |         |         |        |        | 8位  | 38       |
| 2005年 | フェラーリ   | F2005    |         |         | BHR 9   | SMR Ret | ESP 9   | MON 8   | EUR 3   | CAN 3   | USA 2   | FRA 9   | GBR 7   | GER 10  | HUN 10  | TUR 10  | ITA 12  | BEL 5   | BRA 6   | JPN 11 | CHN 12 | 8位  | 38       |
| 2006年 | ホンダ       | RA106    | BHR 15  | MAL 10  | AUS 7   | SMR 10  | EUR 5   | ESP 7   | MON 4   | GBR 10  | CAN Ret | USA 6   | FRA Ret | GER Ret | HUN 4   | TUR 8   | ITA 6   | CHN 6   | JPN 12  | BRA 7  |        | 7位  | 30       |
| 2007年 | ホンダ       | RA107    | AUS 11  | MAL 11  | BHR 13  | ESP 10  | MON 10  | CAN 12  | USA Ret | FRA 11  | GBR 9   | EUR 11  | HUN 18  | TUR 17  | ITA 10  | BEL 13  | JPN 10  | CHN 15  | BRA Ret |        |        | 20位 | 0        |
| 2008年 | ホンダ       | RA108    | AUS DSQ | MAL 13  | BHR 11  | ESP Ret | TUR 14  | MON 6   | CAN 7   | FRA 14  | GBR 3   | GER Ret | HUN 16  | EUR 16  | BEL Ret | ITA 17  | SIN Ret | JPN 13  | CHN 11  | BRA 15 |        | 14位 | 11       |
| 2009年 | ブラウンGP   | BGP001   | AUS 2   | MAL 5‡  | CHN 4   | BHR 5   | ESP 2   | MON 2   | TUR Ret | GBR 3   | GER 6   | HUN 10  | EUR 1   | BEL 7   | ITA 1   | SIN 6   | JPN 7   | BRA 8   | ABU 4   |        |        | 3位  | 77       |
| 2010年 | ウィリアムズ | FW32     | BHR 10  | AUS 8   | MAL 12  | CHN 12  | ESP 9   | MON Ret | TUR 14  | CAN 14  | EUR 4   | GBR 5   | GER 12  | HUN 10  | BEL Ret | ITA 10  | SIN 6   | JPN 9   | KOR 7   | BRA 14 | ABU 12 | 10位 | 47       |
| 2011年 | ウィリアムズ | FW33     | AUS Ret | MAL Ret | CHN 13  | TUR 15  | ESP 17  | MON 9   | CAN 9   | EUR 12  | GBR 13  | GER Ret | HUN 13  | BEL 16  | ITA 12  | SIN 13  | JPN 17  | KOR 12  | IND 15  | ABU 12 | BRA 14 | 17位 | 4        |

- 太字はポールポジション、斜字はファステストラップ。(key)
- † : リタイアだが、90%以上の距離を走行したため規定により完走扱い。
- ‡ : ハーフポイント。レース周回数が75%未満で終了したため、得点が半分となる。

### インディカー・シリーズ
| 年     | チーム                     | シャシー       | エンジン | 1      | 2     | 3     | 4      | 5       | 6      | 7       | 8      | 9     | 10     | 11     | 12     | 13    | 14    | 15     | 順位 | ポイント |
| ------ | -------------------------- | -------------- | -------- | ------ | ----- | ----- | ------ | ------- | ------ | ------- | ------ | ----- | ------ | ------ | ------ | ----- | ----- | ------ | ---- | -------- |
| 2012年 | KVレーシング・テクノロジー | ダラーラ・DW12 | シボレー | STP 17 | ALA 8 | LBH 9 | SAO 10 | INDY 11 | DET 25 | TXS DNS | MIL 10 | IOW 7 | TOR 11 | EDM 13 | MDO 15 | SNM 4 | BAL 5 | FON 22 | 12位 | 289      |

- 太字はポールポジション、斜字はファステストラップ。(key)

### デイトナ24時間レース
| 年     | チーム                         | 車両                  | コ・ドライバー                                                                      | クラス | 周回 | 総合順位 | クラス順位 |
| ------ | ------------------------------ | --------------------- | ----------------------------------------------------------------------------------- | ------ | ---- | -------- | ---------- |
| 2013年 | Dener Motorsport               | Porsche 911 GT3       | ノノ・フィギレイド フェリペ・ジアフォーネ トニー・カナーン リカルド・マウリシオ     | GT     | 352  | 46 DNF   | 28 DNF     |
| 2015年 | Starworks Motorsport           | Riley MkXXVI          | トア・グレイヴス ブレンドン・ハートレイ ライアン・ハンター＝レイ スコット・メイヤー | P      | 426  | 39 DNF   | 10 DNF     |
| 2016年 | ウェイン・テイラー・レーシング | Chevrolet Corvette DP | リッキー・テイラー ジョーダン・テイラー マックス・アンジェレッリ                    | P      | 736  | 2位      | 2位        |
| 2019年 | JDC-Miller Motorsports         | Cadillac DPi-V.R      | ミーシャ・ゴイヒバーグ トリスタン・ヴォーティエ デヴリン・デフランチェスコ          | DPi    | 586  | 5位      | 5位        |

### ル・マン24時間レース
| 年     | チーム                           | コ・ドライバー                            | 車両                    | クラス | 周回 | 総合順位 | クラス順位 |
| ------ | -------------------------------- | ----------------------------------------- | ----------------------- | ------ | ---- | -------- | ---------- |
| 2017年 | レーシングチーム・ネーデルランド | ヤン・ラマース フリッツ・ヴァン・イアード | ダラーラ・P217-ギブソン | LMP2   | 344  | 13位     | 11位       |

## 参戦レース数について
バリチェロの具体的な出走レース数についてはメディアによって相違があるものの、2020年にキミ・ライコネンによってF1での歴代最多出走記録が破られるまでの間、同記録の保持者として扱われていた。
本人は2010年ベルギーグランプリで300戦を迎えると認識しており、記念にヘルメットのカラーリングを変更すると発言している。F1公式サイトでもベルギーグランプリを300戦目とするニュースを伝えている。なお、怪我による予選不出走により、キャリアで唯一予選落ちした1994年サンマリノグランプリについてはこの300戦の中には含まれていない。
しかしメディアの一部では、フォーメーションラップ中にリタイアを喫した2002年の2レース（スペイン、フランス）や、ミシュランタイヤのトラブルで大騒動となった2005年アメリカグランプリ、決勝1回目のスタートでクラッシュに巻き込まれ赤旗中断・再スタートとなった決勝に出走できなかった1998年ベルギーグランプリといったレースを出走回数のカウントから外すべきという主張もある。この意見を採用した場合、2010年ベルギーGP終了時点でバリチェロの出走レース数は「296戦」となり、現役引退時点では「321戦」となる。そのため、300戦目とするレースについては見解が分かれるものの、バリチェロが初めて300戦出走したF1ドライバーという点は確かである。
ただし、ライコネンが2020年ロシアグランプリの出走を以て322戦参戦を記録した際、バリチェロが出したコメントによれば、F1の公式記録となっている決勝への出走が記録されている322戦とグランプリにエントリーした回数である326戦を自身の記録と認識している見解を示している。

## エピソード
- 母国GPであるブラジルGPにはデビュー年から2009年まで17年連続で出走しているが、優勝は無い。フロントローを獲得したことは4回あるが、決勝レースでは2004年の3位表彰台に立ったのが最高でリタイアが多く、その数は実に11回にものぼる。ポールポジションからスタートした2003年にはトップ走行中にガス欠という、当時のフェラーリとしては珍しい原因でリタイアしている。ちなみに、バリチェロの後任としてフェラーリ入りした同国人のフェリペ・マッサは、移籍初年度に地元優勝を達成した。
- F1ドライバーの中でも雨のレースを得意とする一人である。1993年ヨーロッパGPでの快走、1994年ベルギーGPでの初ポールポジション、2000年ドイツGPでの初優勝（雨中ドライタイヤで走る賭けが成功）など、印象的な活躍場面に雨が絡んでいる。
- 元妻のシルヴァーナ（Silvana）はブラジルにおいてレース一族として知られるジアフォーネ家の出身で、インディ・レーシング・リーグ（IRL）に参戦していたフェリペ・ジアフォーネの従妹にあたる。フェリペ・ジアフォーネはバリチェロにとっては仲の良いドライバーの一人で、年末にサンパウロで開催されているカートの500マイル耐久レースではバリチェロとジアフォーネほかのチームは5回の優勝を誇っている。
- 大抵のブラジル人ドライバーと仲が良いが、その中でも最大の親友といえるのはトニー・カナーンで、互いに兄弟のようなものと認めるほどに仲が良い。バリチェロがイギリスに滞在していた当時、ヨーロッパ修行中のカナーンを数週バリチェロの部屋に泊めたエピソードは二人の間でしばしば語られ、大抵の場合、バリチェロは「そういえばあの時、奴がいなくなった後に靴がなくなったな…」と同じ冗談を口にする。2006年にはモナコGPでバリチェロが自身のヘルメットをカナーンのそれと同じカラーリングにし、同日に開催されたインディ500ではカナーンが自身のヘルメットをバリチェロのそれと同じカラーリングにした。

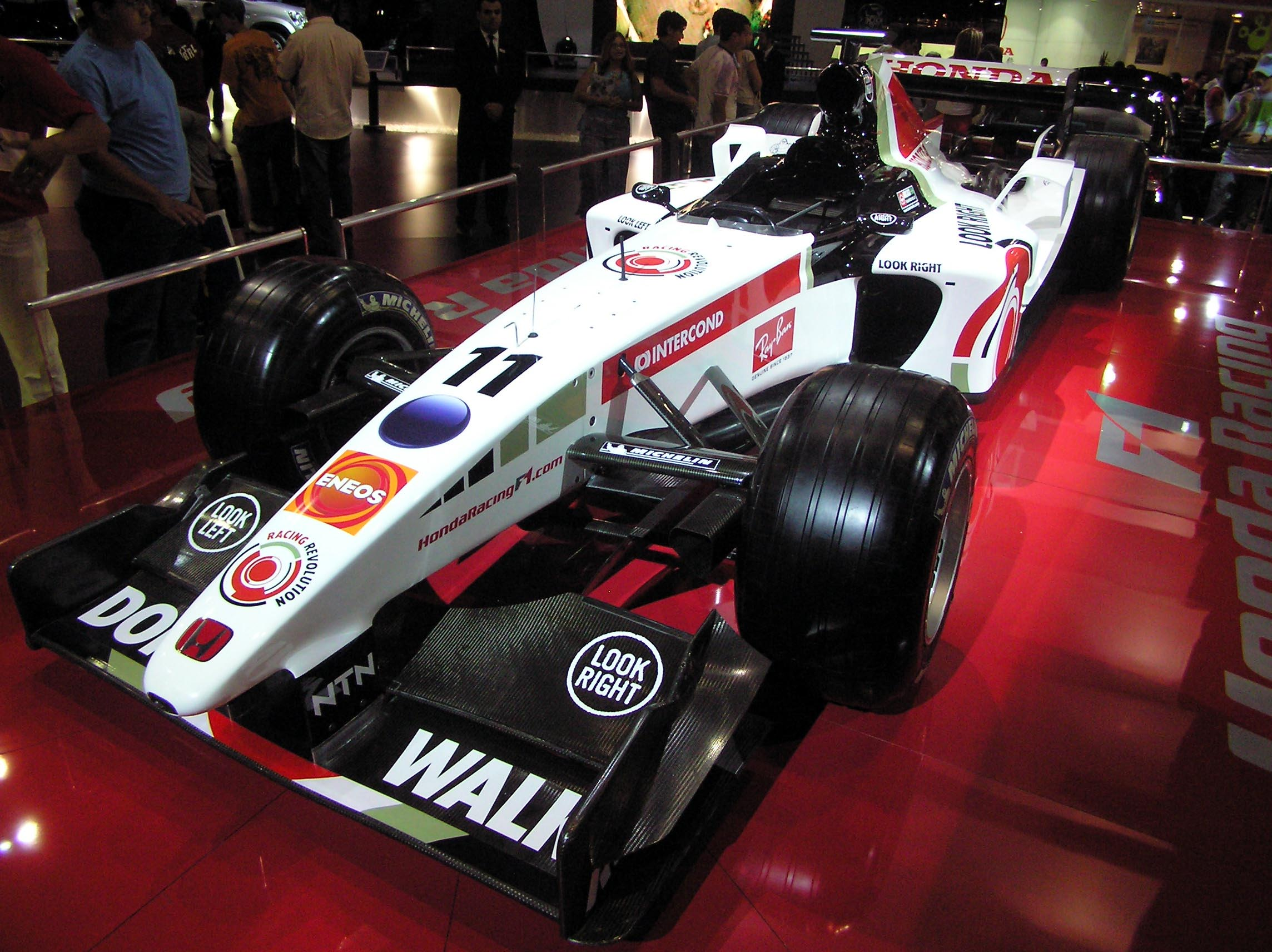
カーナンバー11を付けた2006年バリチェロ仕様のショーカー

- カートで初優勝した時のカーナンバー、カーナンバー「11」がバリチェロのラッキーナンバーである。カートにおいてはこのカーナンバーとともに多くの優勝を記録した。2006年のホンダチームはカーナンバー11と12を付けることになり、本来エースナンバーであるカーナンバー11の権利はジェンソン・バトンにあったが、この番号がバリチェロにとってのラッキーナンバーであることを知ったバトンにより「友好の印」として贈られ、この年はバリチェロがカーナンバー11を付けた。F1においてはこの年のほか、1996年、2011年もカーナンバー11を付けて出走している。
一方、F1において最も多く付けたカーナンバーは5年を共にした「2」で、これはチームメイトのミハエル・シューマッハが5年連続でドライバーズチャンピオンのタイトルを獲得したことによる。余談だが、バリチェロのF1での通算勝利数も「11」である。
- 祖父と父親の名前も「ルーベンス（フーベンス）」である[19]。加えて、父親であるルーベンス・バリチェロJr.（フーベンス・バヒケール・ジュニオール）にいたっては誕生日も息子と同じ5月23日である[20]。バリチェロの愛称である「ルビーニョ（フビーニュ）」（Rubinho）は「小さいルーベンス（フーベンス）」という意味で、元々は祖父フーベンス、父親フーベンス・ジュニオールとの呼び分けから来ている。
- バリチェロ自身は、2001年に生まれた長男に「ルーベンス（フーベンス）」ではなくエドゥアルド（Eduardo）、2005年に生まれた次男にはフェルナンド（Fernando）と付けている。妻のシルヴァーナは日系ブラジル人3世でもあるため、バリチェロの2人の子息は日系4世にあたる。
- 2000年ドイツGP、2003年イギリスGPでは、不審者がコース上に侵入してセーフティーカーが導入されるという珍事があったが、バリチェロはこの両レースを制している。
- 2008年11月25日、ブラジルのテレビ局『Rede Globo』の番組『Fantastico』に出演し、シューマッハに勝利を譲って物議を醸した、2002年第6戦オーストリアGPについて言及した。バリチェロによると、首位走行中に残り8周に差し掛かかった時点で、ピットから指示が入った。そして『後ろにミハエルがいる、チャンピオンシップにどれだけ重要なことか分かるな。』と言われ、周回が進むにつれて言葉が強くなり、『もし従わない場合は、契約を考え直す。』と言われたという。さらにバリチェロは、このことを『シューマッハが知っていた証拠がある。』とも語った[21]。
- 2009年シーズン中盤以降の白いヘルメットは息子がデザインしたもの。
- 2009年全戦に参戦したバリチェロだったが、開幕当初は序盤4戦のみの契約で、その間に持参金ドライバーが現れればシートを明け渡すという内容だったことを明かしている。
- 2010年7月11日放送のBBCの自動車番組「トップ・ギア」第15シーズン3回目の放送で「Star in a Reasonably Priced Car」コーナーに出演。それまで1位だったナイジェル・マンセルの1分44秒6の記録をコンマ3秒上回る1分44秒3の最速記録を出した。これはスティグの参考記録である1分44秒4をも上回る記録であり、よほど嬉しかったのか、自分用に「I beat the Stig（私はスティグに勝った）」と書かれたTシャツを、出演したが記録を破れなかったF1ドライバー用に「I didn't beat the Stig（私はスティグに負けた）」と書かれたTシャツをそれぞれ制作、過去同番組に出演・アタックしたF1ドライバーに配布した。このうちジェンソン・バトンが同月行われたF1ドイツGPで「私はスティグに負けた」シャツを着用している他、バリチェロ本人も息子に「My Dad beat the Stig（僕のお父さんはスティグに勝った）」Tシャツを着せて会場に登場。番組でも同シーズン6回目の放送で取り上げられた。ちなみにバリチェロによる記録更新後、番組のスティグ登場時に行われる噂話紹介では、「バリチェロの人形をデスクファンで痛めつけている」等ネタにされていた。なお、この記録は第17シーズン（2011年）に出演したセバスチャン・ベッテルが1分44秒0に更新する。
- 今まで最も怖かったレースは鼻骨骨折した94年のサンマリノGPではなく、07年の日本GPと述べている。『まるで飛行機が厚い雲の中に入ったようなものだった。しかも2時間ずっとね』とのこと（実際ドクターヘリが飛べないほどの視界だった。詳細は記事を参照）[22]。
- F1引退の危機に際し、2度も母国の後輩ブルーノ・セナが後釜に座る予定で関わる事となった。
- F1ドライバーの小林可夢偉にTENGAの購入を依頼し、2011年のF1中国グランプリ決勝レース前夜に使用した。
- F1では通算11勝を上げたが全てロス・ブラウンとともに築き上げた勝利である。
- 2014年シーズンの母国グランプリを含む最後の3戦をケータハムからレギュラードライバーの小林可夢偉に代わって出走する予定だった。しかしチームは破産しグランプリを欠場することになったため実現しなかった。[23]
- 当時F1実況を担当していた古舘伊知郎からは「ヒロミに似ている」「ジミー大西に似ている」などと紹介されていた。